# Nastia

Sismonastia: plântula de Mimosa pudica a fechar as folhas após toque.

Nastia, nastismo ou movimento nástico (do grego: νάσσω; ναστός nastos, "pressionar, cerrar"; ἐπιναστια = "a condição de ser pressionado") são as designações dadas em fisiologia vegetal aos movimentos rápidos dos tecidos vegetais que geralmente ocorrem em resposta a estímulos ambientais difusos (p. ex. temperatura, estímulo mecânico (toque), luminosidade ou humidade), em geral por variação do turgor ou por crescimento diferencial. Estes movimentos, ao contrário do que acontece com os tropismos, não dependem da orientação espacial do estímulo exterior, sendo essencialmente determinados pela estrutura do órgão que os executa..

## Descrição
A nastia é um movimento passageiro de determinados órgãos de um vegetal em resultado de um estímulo de carácter externo e difuso, realizado através de processo de crescimento diferenciado ou na mudança de turgência de grupos de células que variam o seu volume mediante o controlo da entrada e saída de água. Em qualquer dos casos o movimento resultante não é influenciado pela direcção do estímulo. São movimentos activos, reversíveis, que respondem a um estímulo, mas não são orientados por este, isso significa que a planta pode receber de qualquer lado o estímulo mas este não influi na direcção em que ocorre a reacção. Afecta essencialmente órgãos planos como as pétalas, folhas juvenis e órgãos de crescimento longitudinal, como ramos, folhas, brotos, botões florais e similares.
Os movimentos násticos diferem dos tropismos, pois nestes a direcção da respostas depende da direcção do estímulo (do seu gradiente), enquanto que a direcção dos movimentos násticos é independente da orientação espacial do estímulo que o causa. O movimento resultante de um tropismo é sempre um movimento de crescimento, mas o movimento nástico pode ou não ser um movimento de crescimento.
A taxa ou frequência das respostas násticas aumenta à medida que a intensidade do estímulo cresce, ou seja a frequência destes movimentos é directamente proporcional à intensidade do estímulo.
Entre os exemplos de nastismo mais comuns contam-se a abertura e fecho circadiano das flores de algumas espécies (resposta fotonástica) durante o ciclo diário de luz e escuridão e a reacção ao toque das folhas de algumas espécies de Mimosa (especialmente Mimosa pudica, a sensitiva).
Os nastismos podem envolver mudanças elásticas ou plásticas nas paredes celulares dos tecidos em movimento na planta. As mudanças plásticas resultam no crescimento diferencial e irreversível dos tecidos, enquanto que as mudanças elásticas são alterações reversíveis no turgor de células especializadas. Assim, o movimento pode ser devido a crescimento diferencial ou variações no turgor, sendo que neste último caso, a diminuição na pressão do turgor causa retracção, enquanto o aumento na pressão do turgor provoca turgidez.
Os nastismos são em geral classificados em relação ao movimento por crescimento diferencial ou por alterações de turgor. Assim, embora existam situações intermédias em que os dois tipos de mecanismo ocorrem em simultâneo, em função do respectivo mecanismo de origem é possível distinguir dois tipos de nastias:
- Nastias de  turgescência — devidas a movimentos reversíveis resultantes da variação do turgor nos vacúolos de células (tais como a nictinastia, a tigmonastia, a termonastia ou a abertura e fecho dos estomas);
- Nastias de crescimento — devidas a variações de crescimento (tais como a epinastia/hiponastia).

Os tipos de nastismo são em geral designados pelo vocábulo que identifica a origem do estímulo que o desencadeia seguido pelo sufixo "-nastia" (ou -nastismo"). Alguns dos tipos mais comuns são:
- Movimentos por crescimento diferencial
  - Epinastia — corresponde ao movimento de curvatura para baixo de algum órgão da planta, causada por uma taxa de desenvolvimento maior do lado superior em relação ao lado inferior em resultado de um fluxo desigual de auxina entre a parte superior e inferior determinada pela gravidade (por exemplo devido ao peso de uma flor ou fruto);[7]
  - Hiponastia — é resposta contrária a epinastia, ocorre com menor frequência e pode ser induzido pela hormona vegetal giberelina;
  - Termonastia — é o nastismo racionado por diferenças de temperatura, que embora repetitivo, tem carácter permanente e é resultado da alternância de crescimento diferencial nas diferentes partes dos órgãos envolvidos (um exemplo é o fecho das flores de tulipa induzidas pelo frio);
  - Aerotactismo — é o movimento em direcção a uma fonte de oxigénio;
  - Quimionastia — resposta a agentes químicos, incluindo de nutrientes, mais comum em resposta a variações no pH, da actividade da água e de parâmetros da química ambiental similares;
  - Gravinastia ou geonastia — resposta à gravidade, em geral devida à dorsiventralidade fisiológica do órgão vegetal afectado;
- Movimentos por variação do turgor
  - Fotonastia — resposta à luminosidade, sendo exemplo a abertura de certas flores ao amanhecer ou ao anoitecer;
  - Hidronastia — dobramento e enrolamento de folhas em resposta ao stress hídrico, em geral em complemento ao papel do fechamento dos estômatos no controlo da transpiração foliar e na libertação de sementes e esporos (comum na abertura dos esporângios nos pteridófitos. ;
  - Nictinastia — mudança de posição das folhas entre o dia e a noite, geralmente apresentando-se “abertas” durante o dia e “fechadas” durante a noite, ou outros movimentos em período de escuridão;
  - Tigmonastia, sismonastia ou haptonastia — movimento em resposta a estímulos mecânicos, como o contacto ou o toque (a designação «sismonastia» é por vezes usada especificamente para os casos em que o estímulo desencadeador é um golpe ou uma sacudida do vegetal, como no caso do movimento das plantas carnívoras ou de algumas mimosas;
  - Traumatonastia — resposta produzida por uma ferida ou como consequência desta.